# Portal (együttes)
A Portal ausztrál extrém metal zenekar, amely 1994-ben alakult Brisbane-ben. Zenéjük a death metal, black metal, dark ambient és az experimental music ("kísérletezős zene") műfajok keveréke. A Popmatters kritikusa, Adrian Begrand szerint a "death metal mindig úgy tesz, mintha ijesztő lenne, de valójában eléggé ártalmatlan. Ezzel együtt nem tévedek sokat, amikor kijelentem, hogy az ausztrál Portal által játszott death metal valóban ijesztő". Fő zenei hatásaiknak a Morbid Angelt, a Beheritet és az Immolationt tették meg. A Decibel magazin szerint "ha a Morbid Angelnek és a Gorgutsnak német expresszionista gyermeke született volna, az a szentségtelen teremtmény a Portal lenne."
Tagjai titokban tartják kilétüket, és művészneveket használnak.

## Tagok
- The Curator – ének (1994–)
- Horror Illogium – gitár (1994-)
- Aphotic Mote – ritmusgitár (2003–)
- Ignis Fatuus – dob (2007–)
- Omenous Fugue – basszusgitár (2009–)

### Korábbi tagok
- Werm – basszusgitár (2002–2005)
- Mephitic – dob (2002–2005)
- Elsewhere – basszusgitár (2006)
- Monocular – dob (2006)
- Phathom Conspicuous – basszusgitár (2007–2008)[7]

### Diszkográfia
- Seepia (2003)
- Outré (2007)
- Swarth (2009)
- Vexovoid (2013)
- Ion (2018)
- Avow (2021)
- Hagbulbia (2021)

### EP-k
- The End Mills (2002)
- The Sweyy (2004)

### Demók
- Portal (1998)
- Lurker at the Threshold (2006)